# Casa di Cristoforo Colombo (Calvi)
La Casa di Cristoforo Colombo, ufficialmente Casa natale di Cristoforo Colombo (in francese Maison natale de Cristophe Colomb, in corso Casa nativa di Cristofanu Colombu) è la presunta casa di nascita del navigatore Cristoforo Colombo.

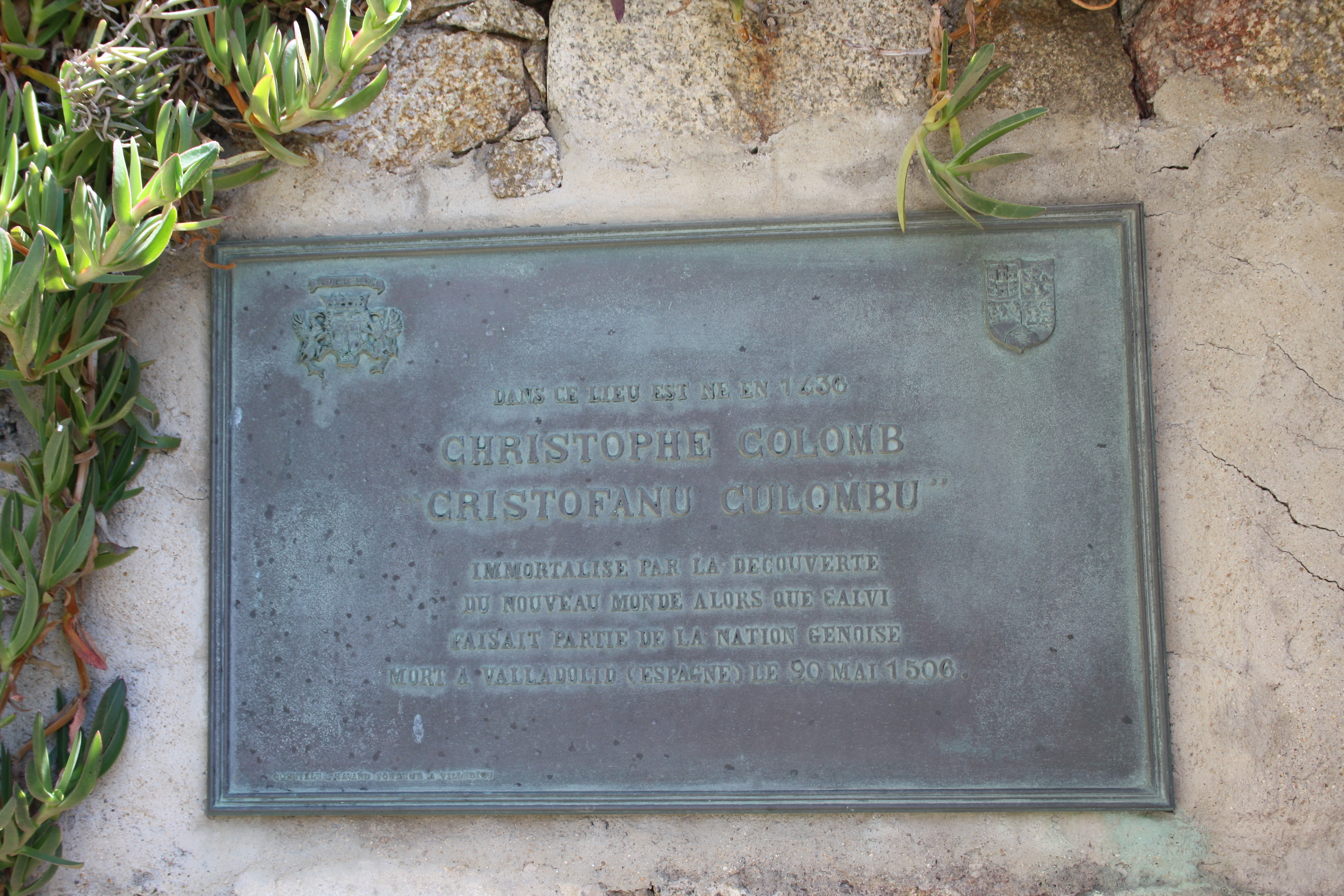
Placca commemorativa sulle rovine della Casa di Cristoforo Colombo a Calvi.

## Storia
La data di costruzione della casa è ignota ma forse risale al XV secolo, la casa venne forse distrutta dagli inglesi durante l'assedio di Calvi nel giugno del 1793 dato che si trovava vicino a una polveriera, come affermano due testimonianze raccolte dall'abate Casanova: "Due calvesi, i signori Jean Sanguinetti, morto all’età di 96 anni, e Joseph Mastagli, morto ultraottantenne, che avevano partecipato all’assedio, ricordavano molto bene questo incidente e aggiunsero questo dettaglio di grande valore".

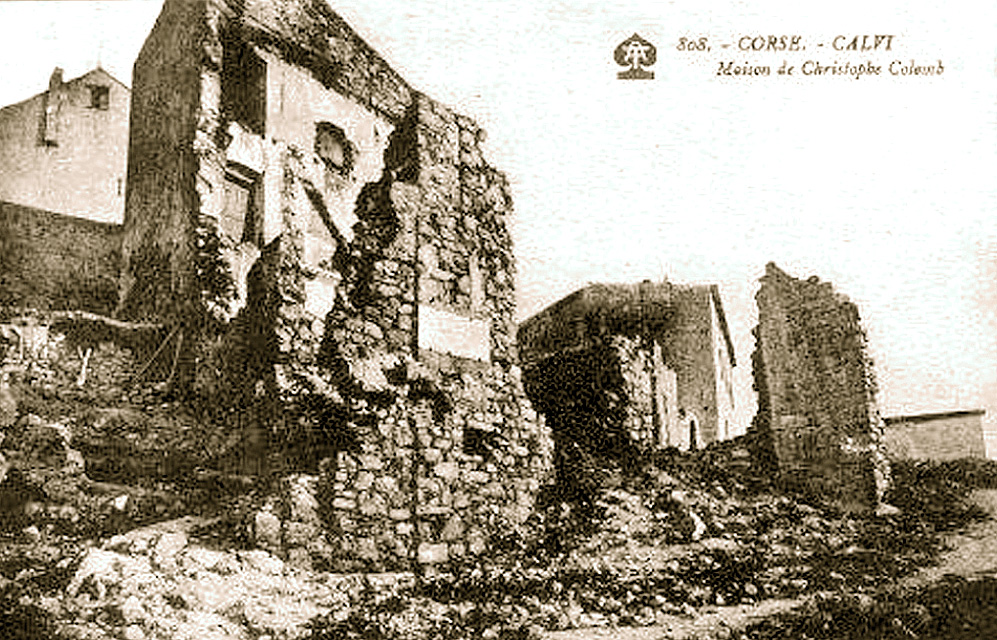
Antica cartolina con le rovine della casa di Cristoforo Colombo a Calvi.

## Descrizione
Attualmente rimangono pochi ruderi della casa, nel 1882 alcuni calvesi lucidarono l'arco trovato all'interno della casa e trovarono rilievi che vennero accreditati come lo stemma di Colombo e un arco con delle sculture che furono distrutti da tre italiani durante la notte del 13-14 luglio 1884 durante i preparativi per la Festa nazionale francese; i tre italiani riuscirono a fuggire dopo essersi imbarcati in una spiaggia deserta.

## La famiglia di Cristoforo Colombo
Secondo questa tesi proposta dal Presidente della Repubblica francese René Goblet e dal ministro dell'Interno Pierre Waldeck-Rousseau del governo di Charles de Freycinet nel decreto del 6 agosto 1882 per l'erezione di una statua a Calvi dedicata a Colombo, il navigatore nacque nel 1441 nella cittadella e la famiglia Colombo è presente negli atti notarili redatti a Calvi nel 1530, 1570, 1738 e 1784 e anche nei registri parrocchiali cittadini relativamente recenti.
Questa tesi afferma che l'abate Casanova confermò che una famiglia di nome Colombo abitava in Carruggio del Filo (poi Carruggio Colombo) dove si trovano i ruderi della casa, inoltre affermò che padre Dionigi di Omessa contemporaneo del navigatore nelle sue memorie conservate a Corte e a Calvi menzioni un "Calvii natum Columbum", mentre lo scrittore don Gregorio Salvini nel XVIII secolo scrisse "ricordiamo le disgrazie e la gloria del nostro grande navigatore".
Questa teoria è accreditata anche dall'attuale sindaco di Calvi, Ange Santini.

## Fonte
- (FR)  Christophe Colomb et la Corse, Décret du 6 août 1882